# Miogypsina
Miogypsina es un género de foraminífero bentónico de la familia Miogypsinidae, de la superfamilia Rotalioidea, del suborden Rotaliina y del orden Rotaliida. Su especie tipo es Nummulites globulina. Su rango cronoestratigráfico abarca desde el Oligoceno superior hasta el Mioceno inferior.

## Clasificación
Se han descrito numerosas especies de Miogypsina. Entre las especies más interesantes o más conocidas destacan:
- Miogypsina antillea †
- Miogypsina bantamensis †
- Miogypsina basraensis †
- Miogypsina bhogatensis †
- Miogypsina colei †
- Miogypsina cushmani †
- Miogypsina globulina †
- Miogypsina gunteri †
- Miogypsina intermedia †
- Miogypsina kotoi †
- Miogypsina neodispansa †
- Miogypsina nipponica †
- Miogypsina primitiva †
- Miogypsina socini †
- Miogypsina tani †
- Miogypsina thalmanni †

Un listado completo de las especies descritas en el género Miogypsina puede verse en el siguiente anexo.
En Miogypsina se han considerado los siguientes subgéneros:
- Miogypsina (Lepidosemicyclina), aceptado como género Lepidosemicyclina
- Miogypsina (Miogypsinella), también considerado como género Miogypsinella, pero considerado nomen nudum
- Miogypsina (Miogypsinita), aceptado como género Miogypsinita
- Miogypsina (Miogypsinoides), aceptado como género Miogypsinoides
- Miogypsina (Miolepidocyclina), aceptado como género Miolepidocyclina